# TVNZ 2
TVNZ 2 es el segundo canal de Television New Zealand (TVNZ), la empresa de televisión pública de Nueva Zelanda. Con un mercado objetivo más joven que el del primer canal TV One, su programación consiste en series, concursos, animación y espacios de telerrealidad, en su mayoría estadounidenses.
TVNZ 2 es el segundo canal más antiguo de Nueva Zelanda al comenzar sus emisiones el 30 de junio de 1975, poco después de que la anterior empresa pública New Zealand Broadcasting Corporation fuese dividida en tres entidades independientes: Radio New Zealand, Television One y Television Two. Durante buena parte de la década de 1970 funcionó bajo la marca «South Pacific Television», utilizando las frecuencias de Auckland (AKTV2) y Christchurch (CHTV3), hasta que en 1980 ambos canales se integraron en la empresa TVNZ y se adoptó la marca «TV2».
El canal está disponible en señal abierta en las plataformas de televisión digital terrestre, satélite y cable.